# Coelogyne ghatakii
Coelogyne ghatakii là một loài thực vật có hoa trong họ Lan. Loài này được T.K.Paul, S.K.Basu & M.C.Biswas mô tả khoa học đầu tiên năm 1989.